# Бакосси (горы)
Бакосси (фр. Bakossi; англ. Bakossi) — горный хребет на юго-западе Камеруна в Юго-Западном и Прибрежном регионах, входящий в Камерунскую линию действующих и потухших вулканов, занимающей около 230 тыс. км². Высочайшая вершина — гора Купе (2064 м). Значительная часть гор покрыта туманными лесами. На этой территории проживает народ бакосси.

## Климат
Климат тропический, с дождями в течение всего года. Более сухой сезон длится с ноября по март, с холодными ночами и жаркими днями. Сезон дождей начинается в апреле и достигает максимума с конца августа до конца октября. Почва плодородна, поэтому плантации кофе и какао можно использовать в качестве товарных культур.

## Экология
В горах находится лесной заповедник Бакосси, заповедник площадью 5 517 квадратных километров (2130 квадратных миль), созданный в 1956 году. В 2000 году основная часть заповедника была отведена лесной резерват, где запрещена вырубка. Гора Купе стала «заповедником». Местные жители племени бакосси участвовали в установлении границ. Лесной заповедник, в свою очередь, включает Национальный парк Бакосси, созданный в начале 2008 года. Парк занимает площадь 29 320 га и был для сохранения разнообразия растений.